# قطعة مذبح

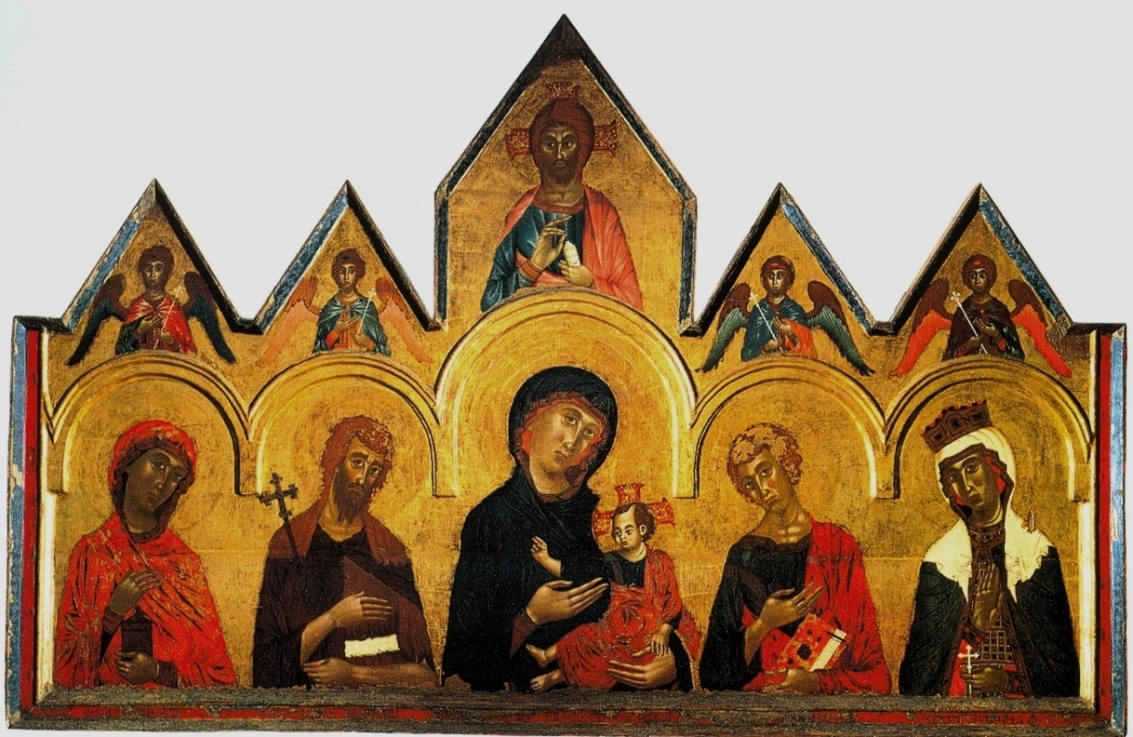
قطعة مذبح Vigoroso da Siena من 1291، مثال على لوحة مذبح مبكرة مرسومة، الأجزاء المنفردة مؤطرة بجملونات وعناصر منحوتة

قطعة مذبح هي عمل فني مثل لوحة أو نحت أو نقش بارز تمثل موضوعًا دينيًا مصنوعًا لوضعه خلف المذبح في الكنائس المسيحية. على الرغم من استخدامها الأكثر شيوعًا للإشارة إلى عمل فني واحد مثل لوحة أو نحت، أو مجموعة منها، يمكن أيضًا استخدام الكلمة للإشارة للمجموعة بأكملها خلف المذبح، والمعروف باسم ألتربيس، ويشمل ذلك غالبًا إطار مفصل للصورة المركزية أو الصور. كانت قطع المذبح واحدة من أهم منتجات الفن المسيحي خاصة من أواخر العصور الوسطى إلى عصر الإصلاح المضاد.
تمت إزالة العديد من لوحات المذبح من إعدادات الكنائس، وغالبًا من أطرهم المنحوتة المتقنة، ويتم عرضها على أنها لوحات مؤطرة بشكل أكثر بساطة في المتاحف وأماكن أخرى.

## التاريخ

### الأصول والتطور المبكر
يبدو أن قطع المذبح قد بدأ استخدامها خلال القرن الحادي عشر، مع استثناء محتمل لبعض الأمثلة السابقة. لم يتم الاتفاق بشكل عام على الأسباب التي أدت إلى تطوير المذبح. كانت هناك عادة بوضع ذخائر القديسين المزخرفة على المذبح أو خلفه، بالإضافة إلى تقليد تزيين مقدمة المذبح بالمنحوتات أو المنسوجات، قبل اللوحات الأولى للمذبح.
كانت العديد من لوحات المذبح المبكرة عبارة عن تركيبات بسيطة نسبيًا على شكل لوحة مستطيلة مزينة بسلسلة من القديسين في صفوف، مع شخصية مركزية أكثر وضوحًا مثل تصوير السيدة مريم أو المسيح. مثال مفصل لمثل هذا المذبح المبكر هو Pala d'Oro في البندقية. شكل ظهور وتطور هذه اللوحات الأولى نقطة تحول مهمة في تاريخ الفن المسيحي وكذلك في الممارسة الدينية المسيحية. وقد اعتبر «تطورًا هامًا» بسبب تأثيره على «طبيعة ووظيفة الصورة المسيحية... الصورة المستقلة الآن تتخذ موقعًا شرعيًا في مركز العبادة المسيحية».

### ظهور لوحة الرسم
ظهرت مذابح الألواح المرسومة في إيطاليا خلال القرن الثالث عشر. حيث لم يكن من غير المألوف العثور على لوحات جدارية أو لوحات جدارية في إيطاليا؛ كانت اللوحات الجدارية خلف المذبح بمثابة مكملات بصرية للقداس. تأثرت هذه القطع الفنية بالفن البيزنطي، ولا سيما الأيقونات، التي وصلت إلى أوروبا الغربية بأعداد أكبر بعد نهب القسطنطينية عام 1204. خلال هذا الوقت، بدأ تزيين لوحات المذبح من حين لآخر بهيكل خارجي أو منحوت أو جملوني بهدف توفير إطار للأجزاء المنفردة من المذبح. يُعدُ مذبح Vigoroso da Siena من عام 1291 مثالا لهذا المذبح. مهد ذلك الطريق لظهور متعدد الأشكال في القرن الرابع عشر.
غالبًا ما كانت العناصر المنحوتة في الأشكال المتعددة الناشئة مستوحاة من العمارة القوطية المعاصرة. في إيطاليا، كانت لا تزال تُصنع عادةً بالخشب والمطلية، بينما في شمال أوروبا غالبًا ما كانت مصنوعة من الحجر.
في أوائل القرن الرابع عشر، ظهر المذبح المجنح في ألمانيا والبلدان المنخفضة والدول الاسكندنافية ومنطقة البلطيق والأجزاء الكاثوليكية من أوروبا الشرقية. من خلال تعليق الألواح الخارجية على اللوحة المركزية وطلائها على كلا الجانبين، يمكن تنظيم الموضوع عن طريق فتح أو إغلاق الأجنحة. وهكذا يمكن تغيير الصور حسب المتطلبات الليتورجية. تُعرض أقدم المنحوتات غالبًا على الألواح الداخلية (أي تُعرض عند الفتح) واللوحات على ظهر الأجنحة (تُعرض عند الإغلاق). مع ظهور لوحات المذبح المجنحة، حدث أيضًا تحول في الصور. بدلاً من أن تتمحور حول شخصية مقدسة واحدة، بدأت لوحات المذبح في تصوير روايات أكثر تعقيدًا مرتبطة بمفهوم الخلاص.

### أواخر العصور الوسطى وعصر النهضة

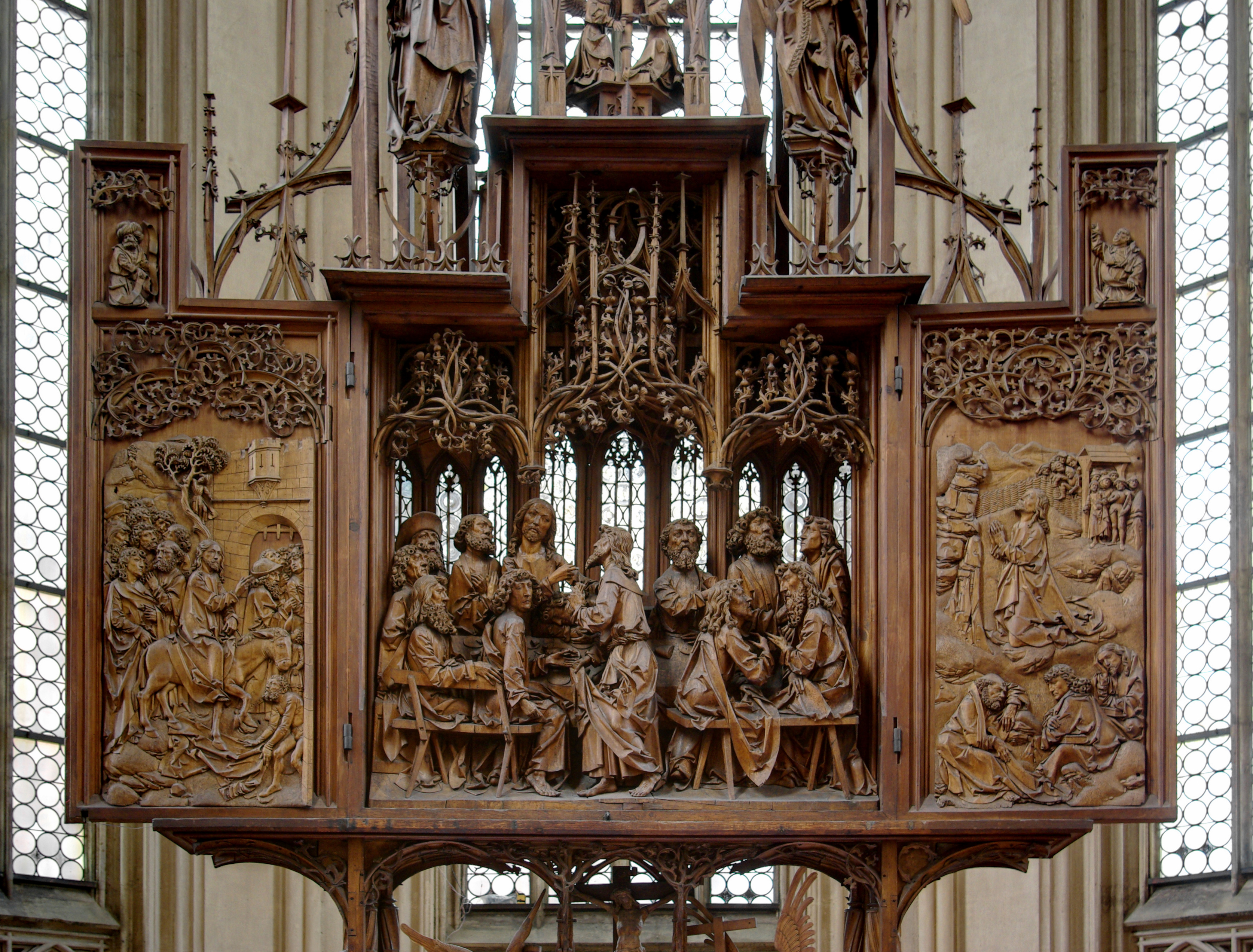
روتنبورغ : مذبح الدم المقدس، لـ تيلمان ريمنشنايدر (1501-1505). مثال على مذبح ذو قسم مركزي منحوت وأجنحة بارزة.

مع تقدم العصور الوسطى، بدأ تصنيع لوحات المذبح بشكل متكرر. في شمال أوروبا، تطورت لوبيك في البداية ثم أنتويرب إلى مراكز تصدير حقيقية لإنتاج قطع المذبح، والتصدير إلى الدول الاسكندنافية وإسبانيا وشمال فرنسا. بحلول القرن الخامس عشر، غالبًا ما كانت لوحات المذبح لا تصنعها الكنائس فحسب، بل أيضًا الأفراد والعائلات والحرفيين والأخويات. شهد القرن الخامس عشر ولادة الرسم الهولندي المبكر في البلدان المنخفضة. منذ ذلك الحين فصاعدًا، بدأت اللوحات تهيمن على إنتاج المذبح في المنطقة. ففي ألمانيا، تم تفضيل قطع المذبح الخشبية المنحوتة بشكل عام، بينما تم استخدام المرمر في إنجلترا إلى حد كبير. في إنجلترا، وكذلك في فرنسا، تمتعت الحجارة المعلقة بشعبية عامة. في إيطاليا، كان كل من الحجارة المعلقة والأشكال الخشبية متعددة الأشكال شائعة، مع لوحات مطلية وغالبًا (لا سيما في البندقية وبولونيا) مع إطارات معقدة في شكل تركيبات معمارية. شهد القرن الخامس عشر أيضًا تطورًا في تكوين لوحات المذبح الإيطالية حيث تم التخلي عن الأشكال المتعددة تدريجيًا لصالح لوحات مذبح أحادية اللوحة. في إيطاليا، خلال عصر النهضة، بدأت مجموعات منحوتة قائمة بذاتها في الظهور كقطع مذبح. في إسبانيا، تطورت لوحات المذبح بطريقة أصلية للغاية إلى reredos كبيرة جدًا ومتأثرة معمارياً، وأحيانًا بطول الكنيسة التي كانت بها.
في شمال أوروبا، أدى الإصلاح البروتستانتي من أوائل القرن السادس عشر فصاعدًا إلى انخفاض سريع في عدد قطع المذبح المنتجة. أدى اندلاع تحطيم الأيقونات محليًا إلى تدمير العديد من القطع الأثرية. على سبيل المثال، أثناء حرق كاتدرائية أنتويرب أثناء الإصلاح في عام 1533، تم تدمير أكثر من خمسين قطعة مذبح. روج الإصلاح في حد ذاته أيضًا لطريقة جديدة لمشاهدة الفن الديني. تم تفضيل بعض الزخارف، مثل العشاء الأخير، على غيرها. اعتبر الإصلاح أن كلمة الله - أي الإنجيل - مركزية للعالم المسيحي، وغالبًا ما كانت لوحات المذبح البروتستانتية تعرض المقاطع الكتابية، أحيانًا على حساب الصور. مع مرور الوقت، ولدت البروتستانتية ما يسمى بمذبح المنبر (Kanzelaltar باللغة الألمانية)، حيث تم دمج المذبح والمنبر، مما جعل المذبح مسكنًا حرفيًا لكلمة الله.

### التطورات اللاحقة
كانت العصور الوسطى هي أزهى عصور ازدهار اللوحات الفنية، وبدءًا من منتصف القرن السادس عشر، بدأت اللوحات القماشية تحل محل اللوحات الأخرى.
بينما لا تزال العديد من لوحات المذبح حتى اليوم، إلا أن غالبيتها قد فُقِد. في عام 1520، كان هناك 2000 قطعة مذبح مجنحة في ولاية تيرول النمساوية وحدها؛ يقدر العلماء أنه قبل الحرب العالمية الثانية، كان هناك حوالي 3000 قطعة مذبح في كامل أراضي الرايخ الثالث. فُقد الكثير منها خلال فترة الإصلاح (في شمال أوروبا) أو تم استبدالها بقطع مذبح على الطراز الباروكي أثناء الإصلاح المضاد (في الجزء الجنوبي من أوروبا)، أو تم إهمالها خلال عصر التنوير أو استبدالها بمذابح القوطية الجديدة خلال القرن التاسع عشر. في الجزء الناطق بالألمانية من أوروبا، لم يتبق سوى قطعة مذبح واحدة تم صنعها للمذبح العالي لكاتدرائية (في كاتدرائية خور في سويسرا). في القرن الثامن عشر، جرى تفكيك قطع مذبح مثل قطعة بييرو ديلا فرانشيسكا مذبح القديس أوغسطين ونُظر إليها على أنها أعمال فنية مستقلة. وهكذا تنتشر اليوم اللوحات المختلفة للقديس أوغسطينوس بين العديد من المتاحف الفنية المختلفة.

## أنواع قطع المذبح

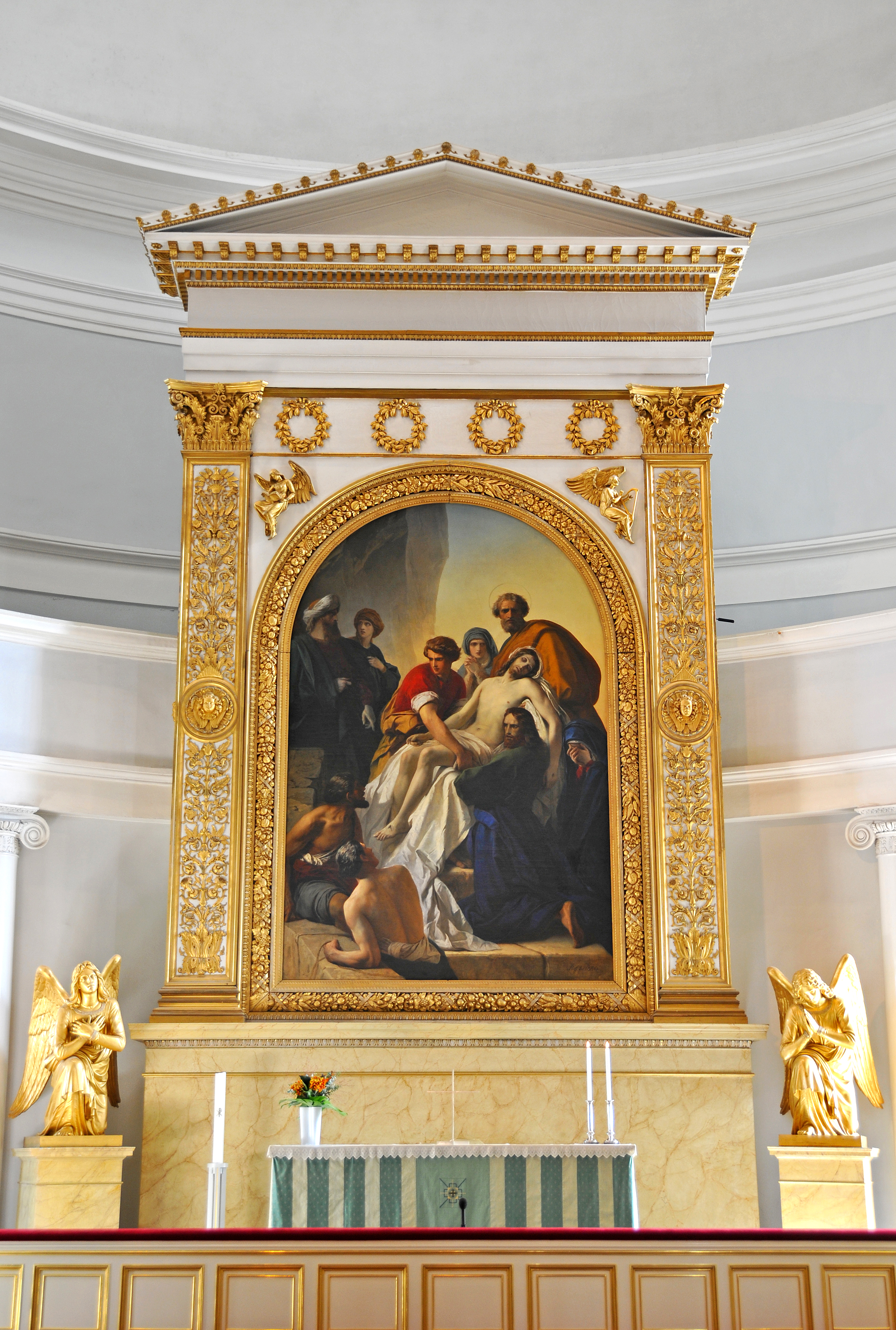
مذبح من تصميم كارل تيموليون فون نيف في كاتدرائية هلسنكي

لم يتم إضفاء الطابع الرسمي على استخدام ومعالجة قطع المذبح من قبل الكنيسة الكاثوليكية، وبالتالي يمكن أن يختلف مظهرها بشكل كبير. في بعض الأحيان، قد يكون الترسيم بين ما يشكل المذبح وما يشكل الأشكال الأخرى للزخرفة غير واضح. لا يزال من الممكن تقسيم قطع المذبح على نطاق واسع إلى نوعين، reredos، التي تشير إلى مذبح خشبي أو حجري كبير ومعقد في كثير من الأحيان، والمذبح القابل للتثبيت retable، وهو مذبح بألواح مطلية أو منقوشة، يتم وضعها مباشرة على المذبح أو على سطح خلفه؛ عادة ما يرتفع reredos من الأرض.
غالبًا ما تتكون قطع المذبح من النوع القابل للتثبيت من لوحين منفصلين أو أكثر تم إنشاؤهما باستخدام تقنية تُعرف باسم لوحة اللوحة Panel painting. يمكن أن تعرض الألواح أيضًا نقوشًا أو منحوتات، إما متعددة الألوان أو غير مطلية. ثم يطلق عليه Diptych أو بالثلاثي أو متعدد الألوان للوحات ثنائية وثلاثية ومتعددة على التوالي. في القرن الثالث عشر، كانت كل لوحة تعلوها قمة، ولكن خلال عصر النهضة ، أصبحت لوحات pala altarpieces ذات اللوحة الواحدة هي القاعدة. في كلتا الحالتين، غالبًا ما تتميز القاعدة الداعمة (بريدلا) بلوحات تكميلية وذات صلة.
إذا كان المذبح يقف حراً في الجوقة، فيمكن تغطية جانبي المذبح بالطلاء، سواء كان retable أو اreredos والمزين عادة. يمكن أيضًا وضع مجموعات التماثيل على المذبح. علاوة على ذلك، يمكن للكنيسة الواحدة أن تضم العديد من المذابح، حيث يوجد مذابح جانبية في كنائس صغيرة. أحيانًا يتم وضع قطعة المذبح على المذبح نفسه وأحيانًا أمامه.
صُنعت قطع مذبح صغيرة، غالبًا ما تكون محمولة، للأفراد الأثرياء لاستخدامها في المنزل، وغالبًا ما تكون قابلة للطي أو ثلاثية الألوان للنقل الآمن. في العصور الوسطى، كانت اللوحات المزدوجة الصغيرة جدًا أو اللوحات الثلاثية المنحوتة في العاج أو مواد أخرى شائعة.

## أمثلة بارزة
- بالا دورو، على الطراز البيزنطي (كاتدرائية القديس مرقس، البندقية)
- <i id="mwzw">Maestà</i> ألتربيس] (1308-1311) التي دوتشيو (كاتدرائية سيينا، سيينا)
- ميرود ألتربيس (1425-1428) لروبرت كامبين (متحف متروبوليتان للفنون، مدينة نيويورك)
- Ghent Altarpiece (1432) بواسطة Hubert وJan van Eyck (كاتدرائية سانت بافو، غينت)
- القديس ولفغانغ ألتاربيس (1481) بقلم مايكل باتشر (كنيسة القديس ولفغانغ، القديس ولفغانغ إم سالزكاميرغوت)
- مذبح فيت ستوس (1489) بقلم فيت ستوس (كنيسة القديسة ماري، كراكوف)
- Kefermarkt Altarpiece (1490-1497) لفنان غير معروف (Kefermarkt)
- Isenheim Altarpiece (1516) بواسطة Matthias Grünewald (متحف Unterlinden، كولمار)
- تولي السيدة العذراء (1516-1518) بواسطة تيتيان (سانتا ماريا جلوريوسا دي فراري، البندقية)

## روابط خارجية
- https://web.archive.org/web/20120802145927/http://www.nationalgallery.org.uk/anatomy-of-an-altarpiece